# Irapuru (São Paulo)
Irapuru é um município brasileiro do estado de São Paulo. Localiza-se à latitude 21º34'15" sul e à longitude 51º20'42" oeste, e tem altitude de 436 metros. Sua população estimada em 2024 era de 7.145 habitantes. Possui área de 213,403 km².

## História

### Formação territorial-administrativa
Histórico da formação do município:
- Distrito criado no município de Pacaembu pela Lei nº 233, de 24/12/1948.
- Município criado pela Lei nº 2.456, de 30/12/1953.

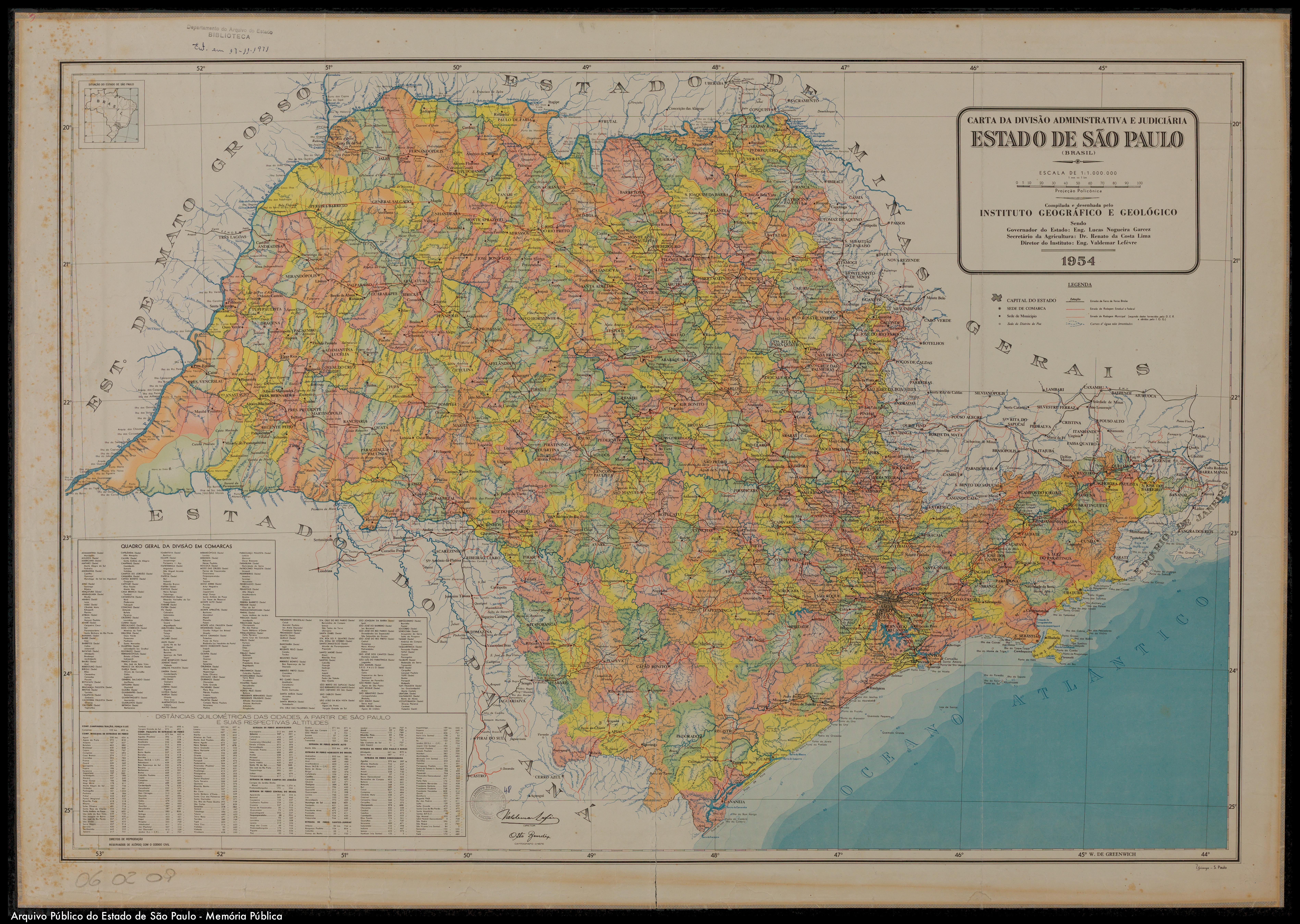
Estado de São Paulo (1953).

## Demografia
Dados do Censo - 2022
População total: 7.085
- Urbana: 5.629
- Rural: 1.828
- Homens: 3.762
- Mulheres: 3.695

Densidade demográfica (hab./km²): 27,69
Mortalidade infantil até 1 ano (por mil): 13,88
Expectativa de vida (anos): 72,31
Taxa de fecundidade (filhos por mulher): 2,19
Taxa de alfabetização: 85,09%
Índice de Desenvolvimento Humano (IDH-M): 0,760
- IDH-M Renda: 0,663
- IDH-M Longevidade: 0,789
- IDH-M Educação: 0,827

(Fonte: IPEADATA)

## Geografia
O município de Irapuru está situado a oeste do estado de São Paulo, na região conhecida como Nova Alta Paulista. Sua posição geográfica é considerada privilegiada, tendo em vista posicionar-se na área central da referida região e, por ser também o principal ponto de ligação com a região da Alta Sorocabana, nos referenciais Irapuru - Presidente Prudente.
A sede do município está na área do espigão divisor Aguapeí-Peixe, sendo que sua parte sul, encontra-se totalmente no 9º perímetro. É considerado um município cujo solo é produtivo e privilegiado por manchas férteis.
O município possui uma temperatura de clima quente e com inverno seco, este com pouca freqüência durante o ano. Associando-se as vantagens do solo com as condições climáticas favoráveis, tem se aí o grande potencial para qualquer tipo de agricultura. Não bastasse o café e o algodão coroando de glória a economia do município na primeira década de vida, hoje reconhecem-se a fruticultura como agente de grande produtividade.
O município pode ser considerado como um grande sítio arqueológico. Afirmações desse quilate foram traduzidas por pesquisadores que aqui estiveram quando dos grandes achados que deixaram curiosos seus moradores. Dentre as peças, fósseis, que os estudiosos afirmam ter mais de 70 milhões de anos.[carece de fontes?]

## Infraestrutura

### Comunicações
O sistema de telefones automáticos foi inaugurado na cidade em 1981 pela Telecomunicações de São Paulo (TELESP), que também implantou o sistema de discagem direta à distância (DDD) em 1981 com o código de área (0188). Anteriormente a cidade era atendida pela Cia. Telefônica Alta Paulista.
Na década de 90 o código DDD da cidade foi alterado para (018), para padronização do sistema telefônico com a telefonia celular que estava sendo implantada em todo o estado.

## Administração
- Prefeito: Ademar Calegão - DEM (2021/2024)
- Vice-prefeito: Luiz Alberto Vittoretti
- Presidente da câmara: Márcio Masayuki Idie DEM (biênio 2021/2022) Heitor Nelson Ferreira PV (biênio 2023/2024)

## Economia
| Evolução do PIB (Produto Interno Bruto) | Evolução do PIB (Produto Interno Bruto) | Evolução do PIB (Produto Interno Bruto) | Evolução do PIB (Produto Interno Bruto) | Evolução do PIB (Produto Interno Bruto) | Evolução do PIB (Produto Interno Bruto) |
| em Reais (R$)                           | 2002                                    | 2003                                    | 2004                                    | 2005                                    | 2006                                    |
| --------------------------------------- | --------------------------------------- | --------------------------------------- | --------------------------------------- | --------------------------------------- | --------------------------------------- |
| Agropecuária                            | 5,266.53                                | 5,998.75                                | 5,800.13                                | 5,266.36                                | 9,913.80                                |
| Indústria                               | 2,698.43                                | 2,753.86                                | 3,149.81                                | 3,517.46                                | 3,829.82                                |
| Impostos                                | 1,253.85                                | 1,526.41                                | 1,994.57                                | 1,986.90                                | 2,333.99                                |
| Serviços                                | 19,234.32                               | 22,109.86                               | 22,086.90                               | 25,057.79                               | 27,210.98                               |

- Fonte: IBGE

## Religião
O Cristianismo se faz presente na cidade da seguinte forma:

### Igreja Católica
- A igreja faz parte da Diocese de Marília.[12]

A padroeira da cidade é Santa Genoveva, invocada em épocas de grandes calamidades públicas.

### Igrejas Evangélicas
- Assembleia de Deus Ministério do Belém.[13][14]
- Congregação Cristã no Brasil.[15]
- Igreja Batista - CBB
- Igreja Presbiteriana Independente do Brasil.[16]